# Altendorf (Schwandorf járás)
Altendorf település Németországban, azon belül Bajorországban. Lakosainak száma 889 fő (2023. december 31.).

## Népesség
A település népessége az elmúlt években az alábbi módon változott:
| Lakosok száma | 412  | 538  | 1000 | 992  | 922  | 890  | 875  | 874  | 843  | 889  |
|               | 1875 | 1950 | 1975 | 1987 | 2012 | 2014 | 2016 | 2017 | 2021 | 2023 |